# Municipal Buildings
 Municipal Buildings es una antigua instalación municipal que se está convirtiendo en un hotel, en Dale Street, Liverpool, Inglaterra. Es un edificio catalogado de Grado II.

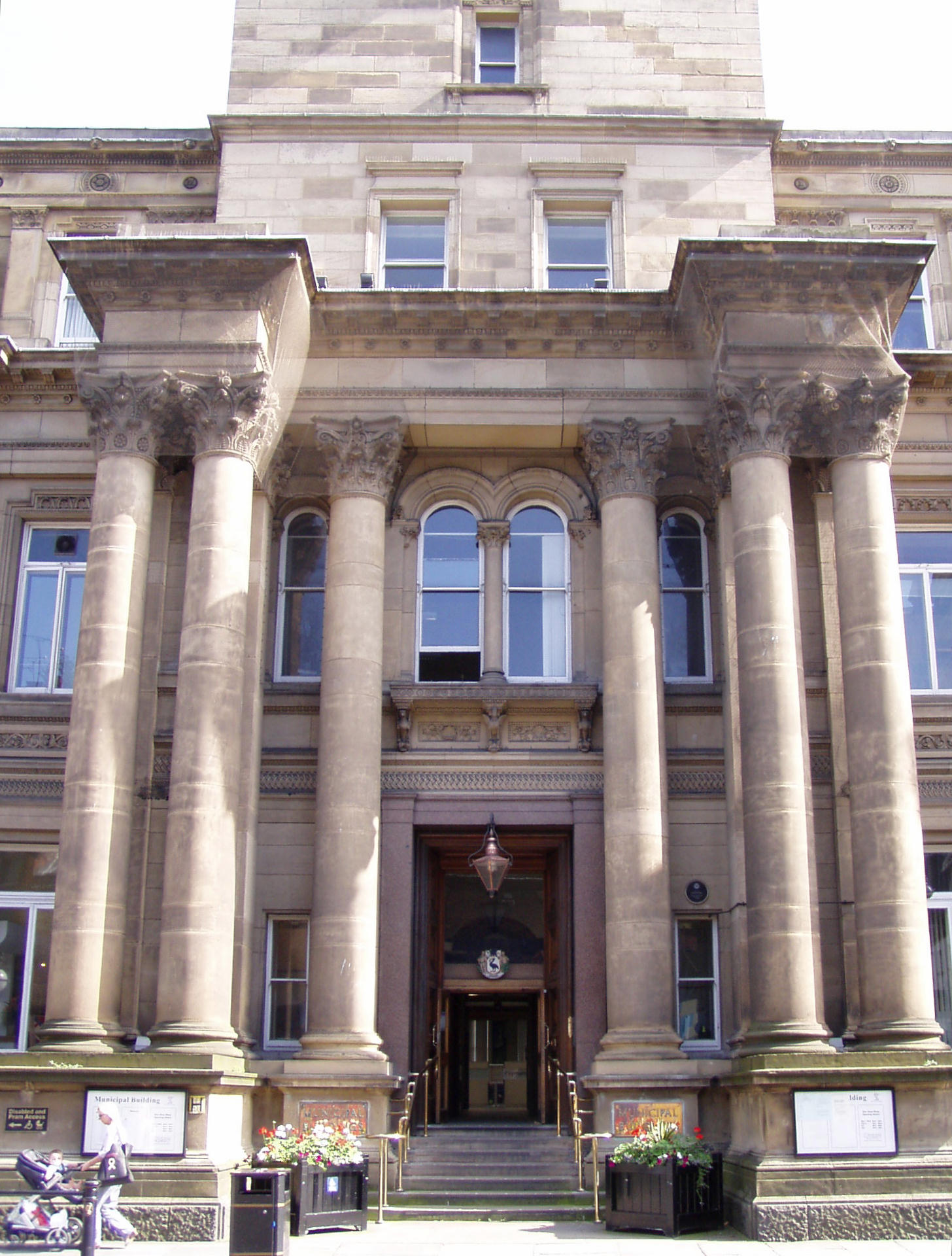
Entrada principal, calle Dale

## Historia
Fue construido por el ayuntamiento para dar cabida al creciente número de personal administrativo. El trabajo fue iniciado en 1862 por el topógrafo de Liverpool Corporation, John Weightman, y terminado por Edward Robert Robson en 1868.  El ayuntamiento lo puso a la venta en 2016, ya que se consideró "excedente de los requisitos" y demasiado caro de operar y mantener.
En enero de 2016, se anunció que el desarrollador inmobiliario Fragrance Group, con sede en Singapur, había comprado el edificio y planeaba convertirlo en un hotel de 4 estrellas. Los 640 miembros del personal municipal restantes que trabajan actualmente en el edificio fueron trasladados a otras oficinas dentro de la ciudad antes de la venta. El trabajo comenzó en otoño de 2020. El proyecto tiene un valor de £ 40 millones e implica la creación de una extensión de cuatro pisos en la parte trasera del edificio, lo que permite que la instalación tenga una piscina, spa, gimnasio y espacio para 179 suites para invitados.

## Arquitectura
Tiene tres plantas y está construido en piedra con tejado de plomo. El diseño del edificio fue influenciado tanto por el Renacimiento italiano como por el francés. Alrededor del balcón hay dieciséis figuras de arenisca que representan las artes, las ciencias y las industrias de Liverpool. En el centro del edificio se encuentra la torre, con sus balcones, relojes y cinco campanas. Las campanas de cuatro cuartos se cuelgan para cambiar el timbre al estilo inglés. Una aguja piramidal de dos etapas está situada en la parte superior de la torre.

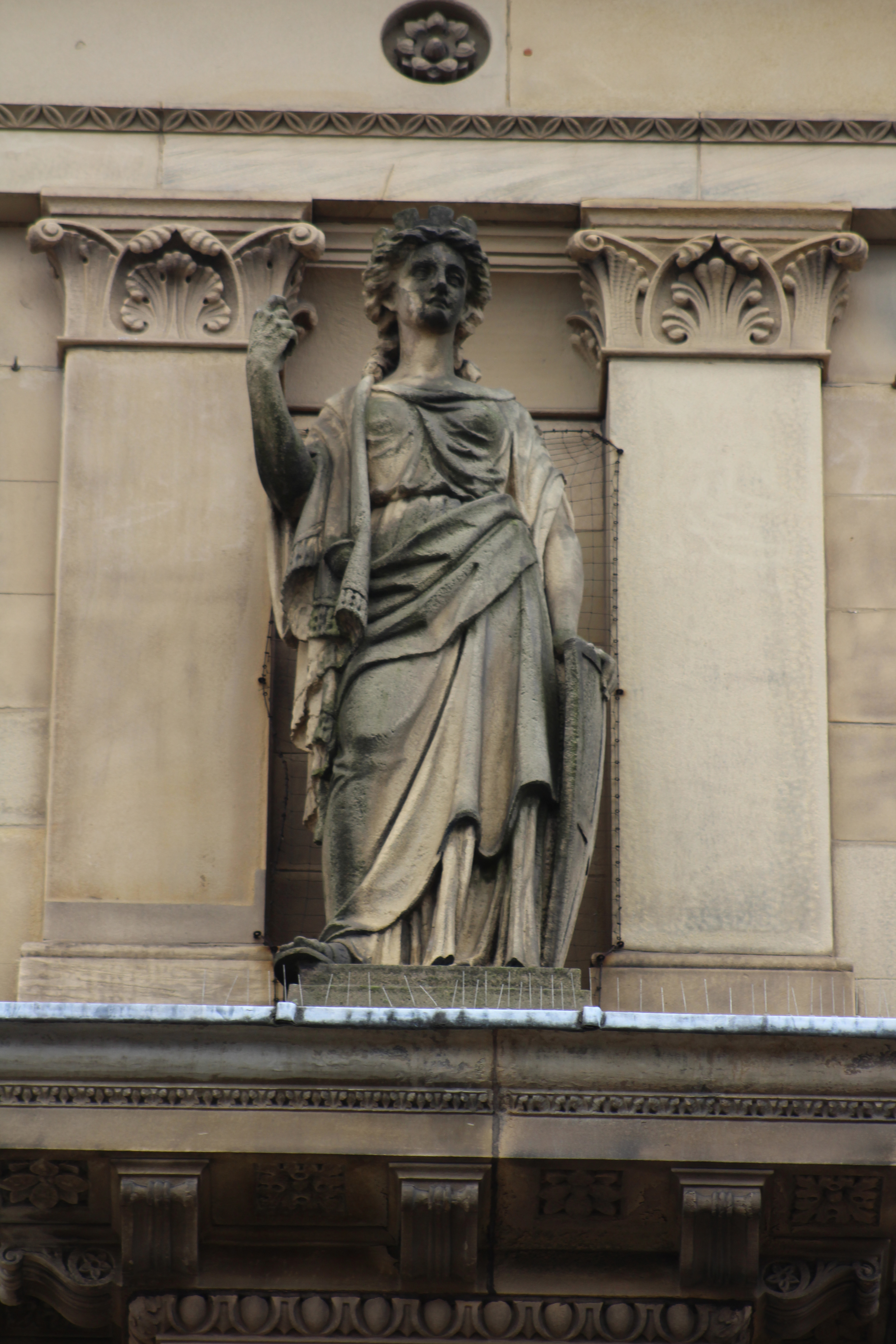
Europa, frente a Dale Street
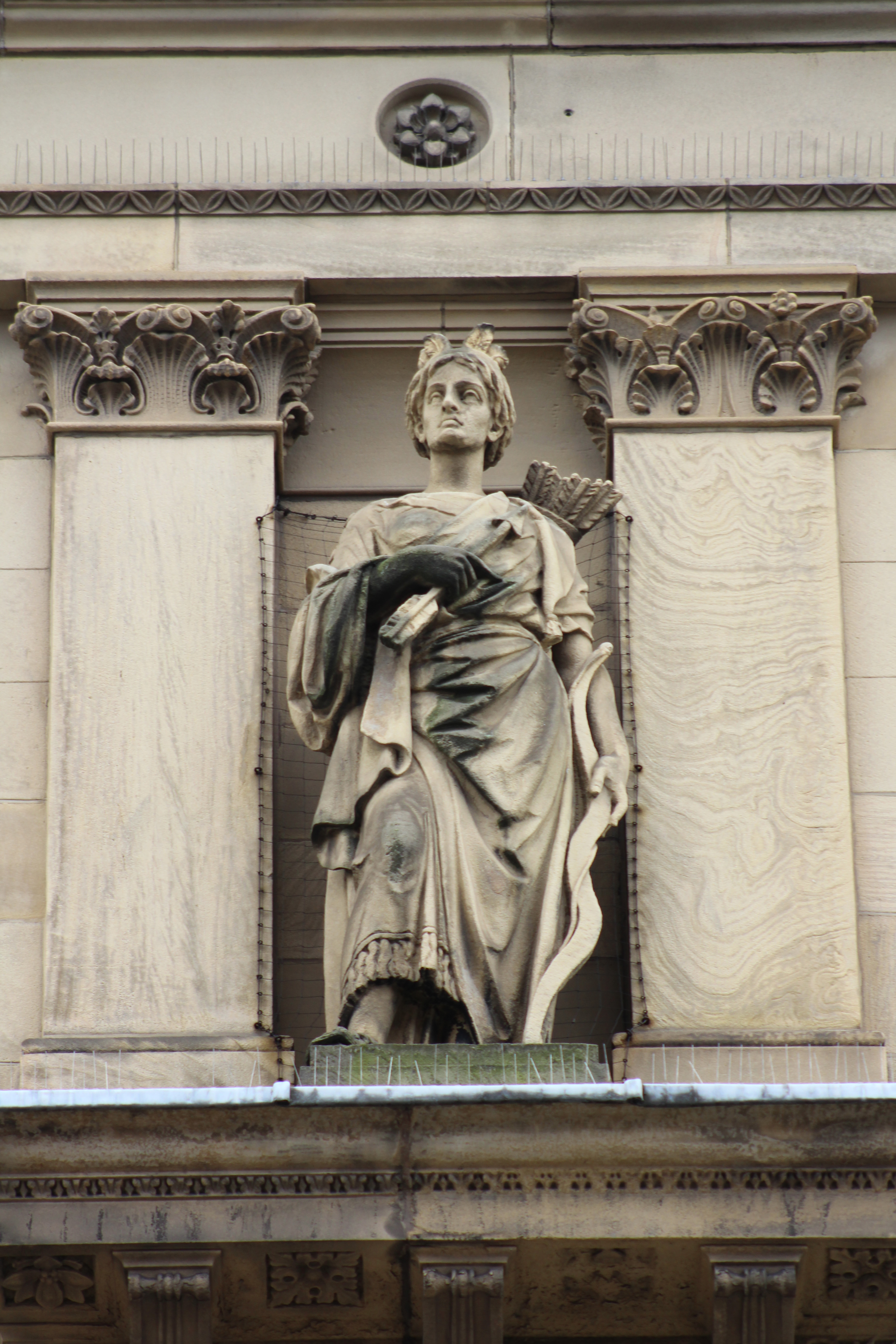
América, frente a la calle Dale
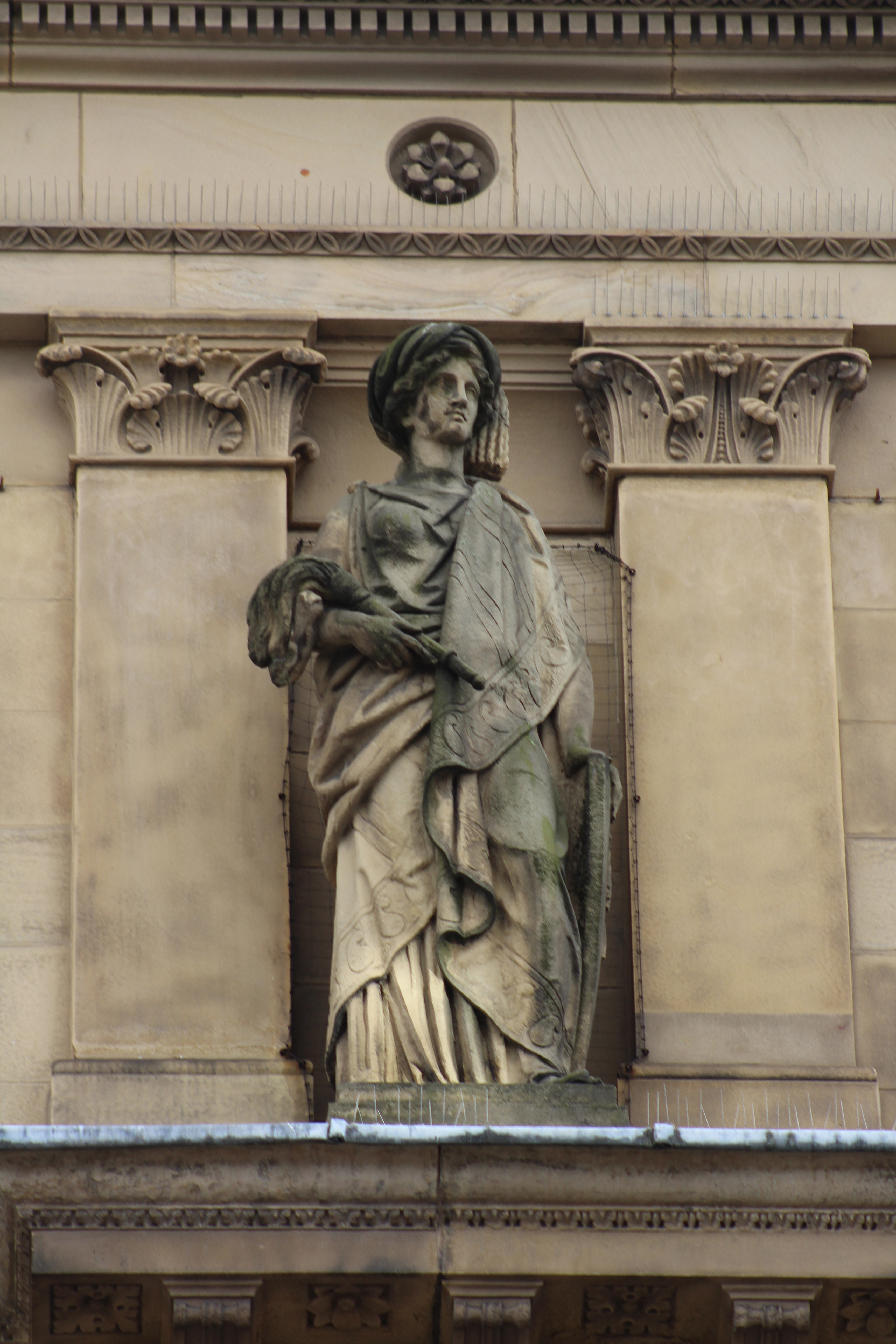
Asia, frente a la calle Dale
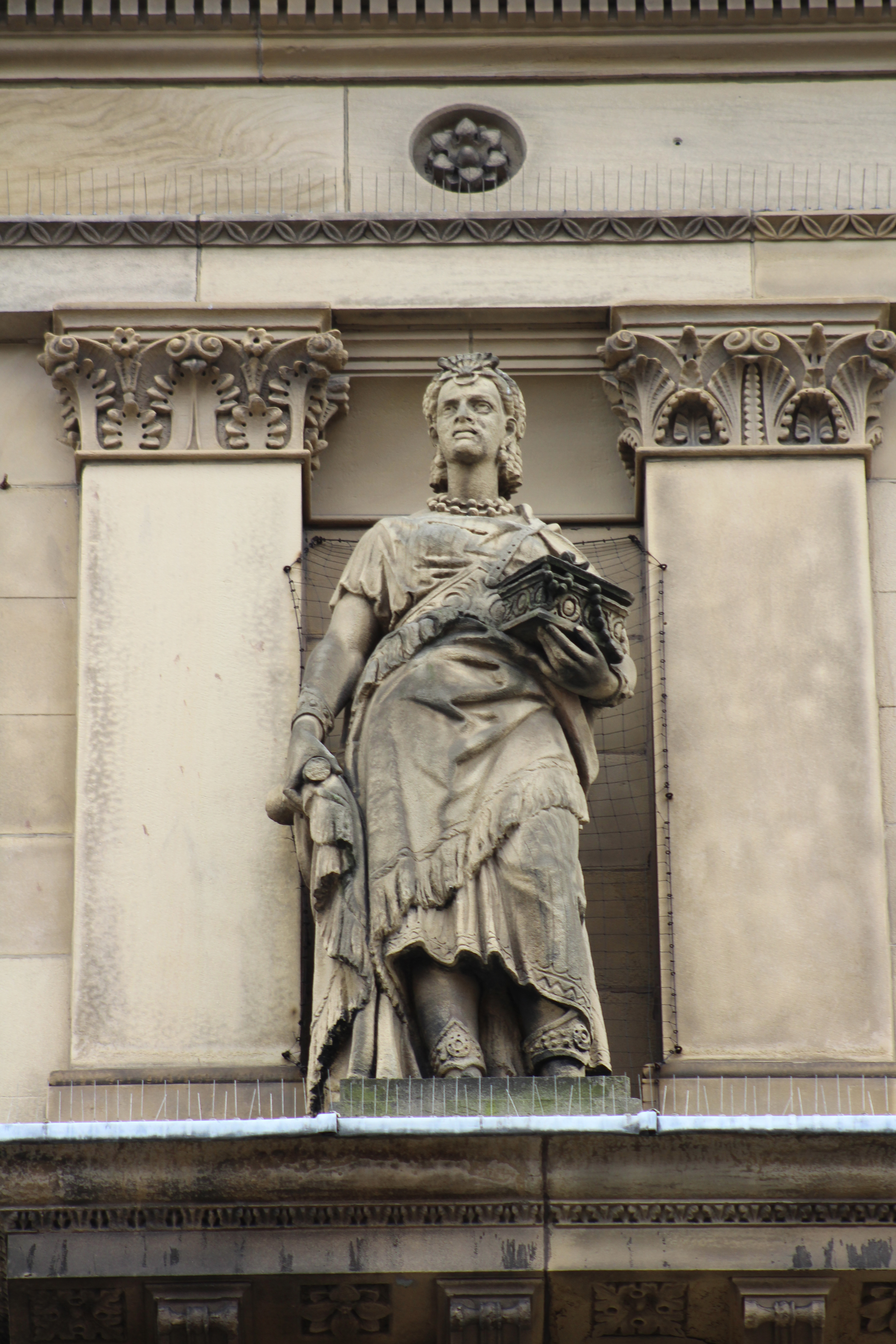
África, frente a Dale Street
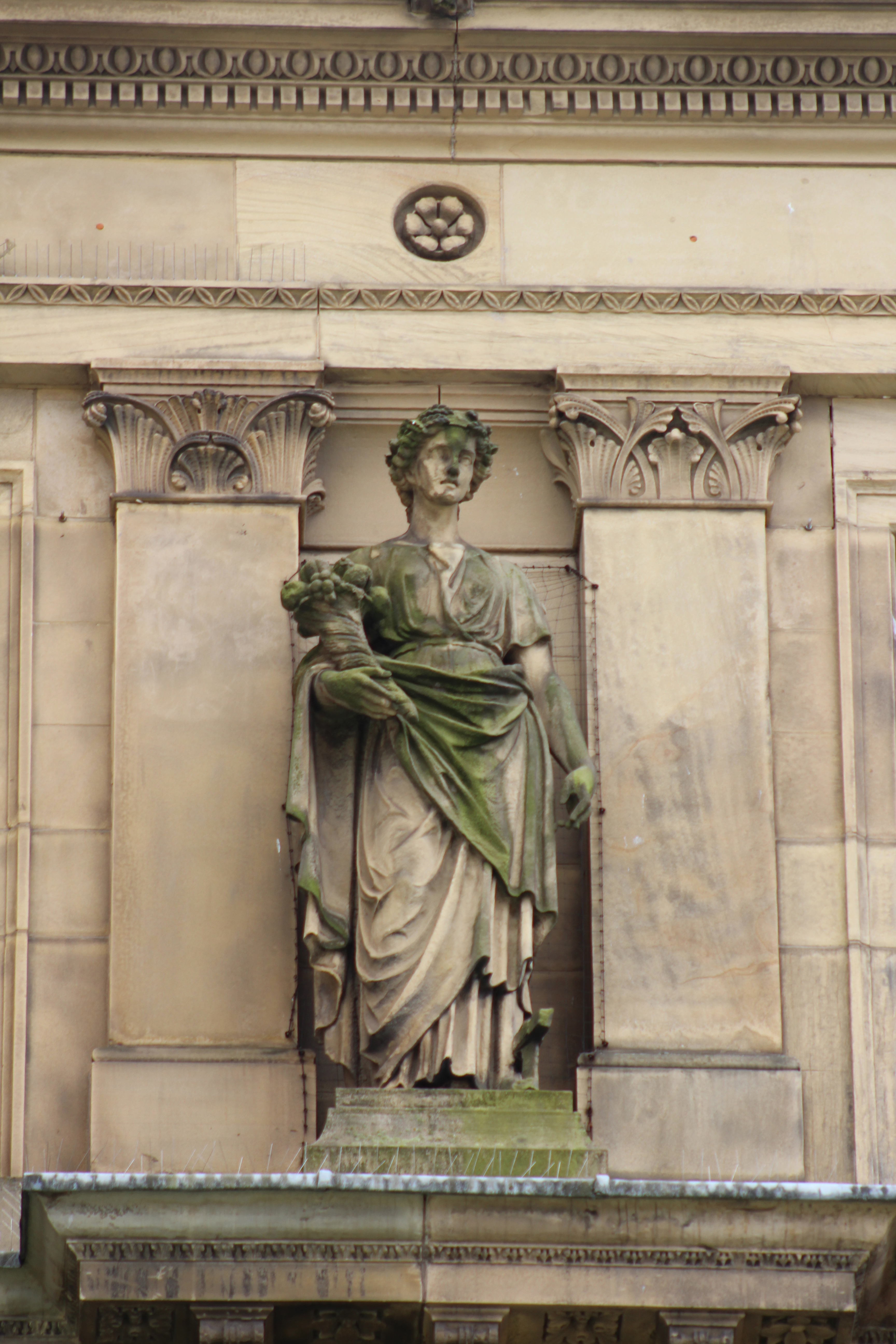
Agricultura, frente a Dale Street
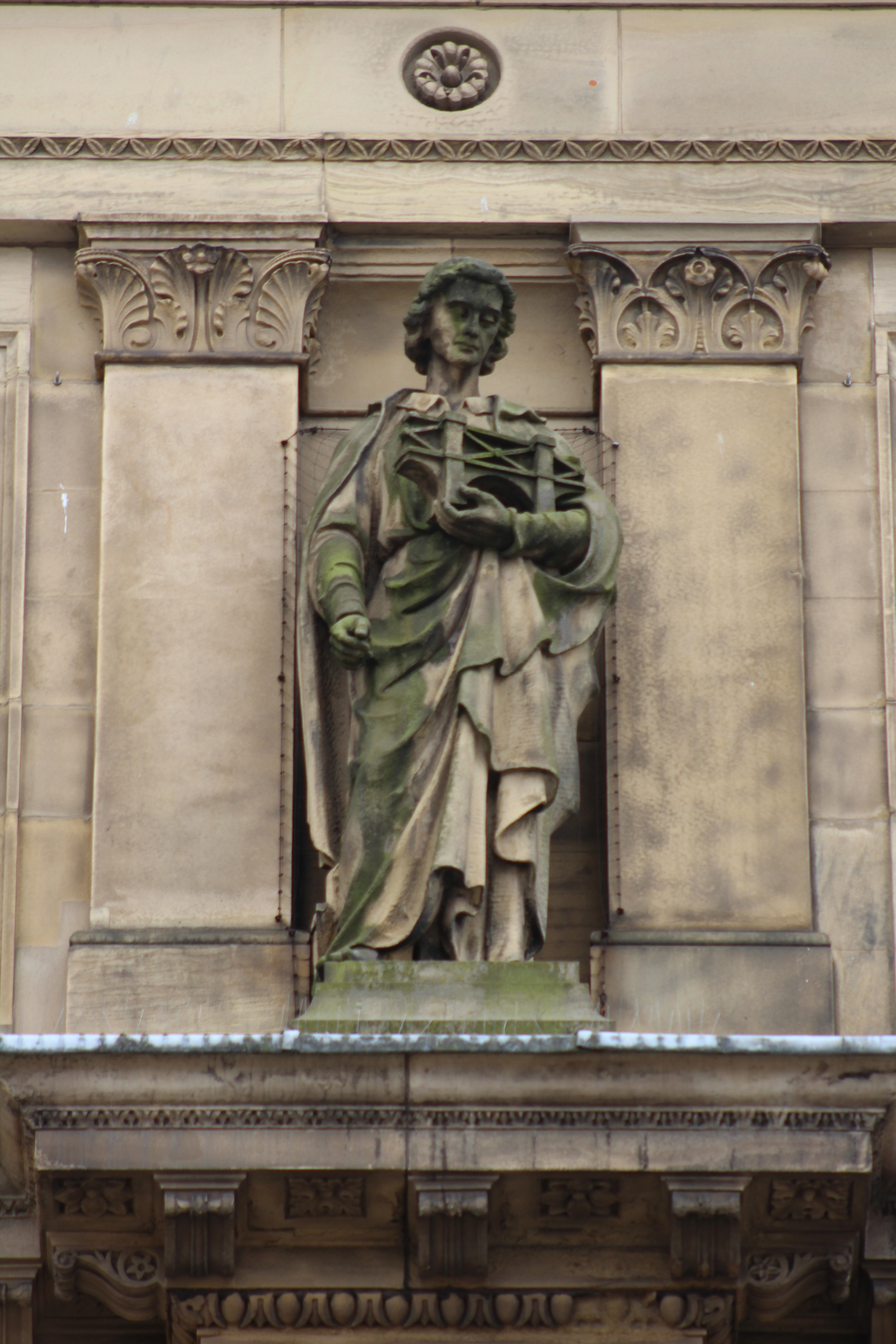
Fabricación, frente a Dale Street
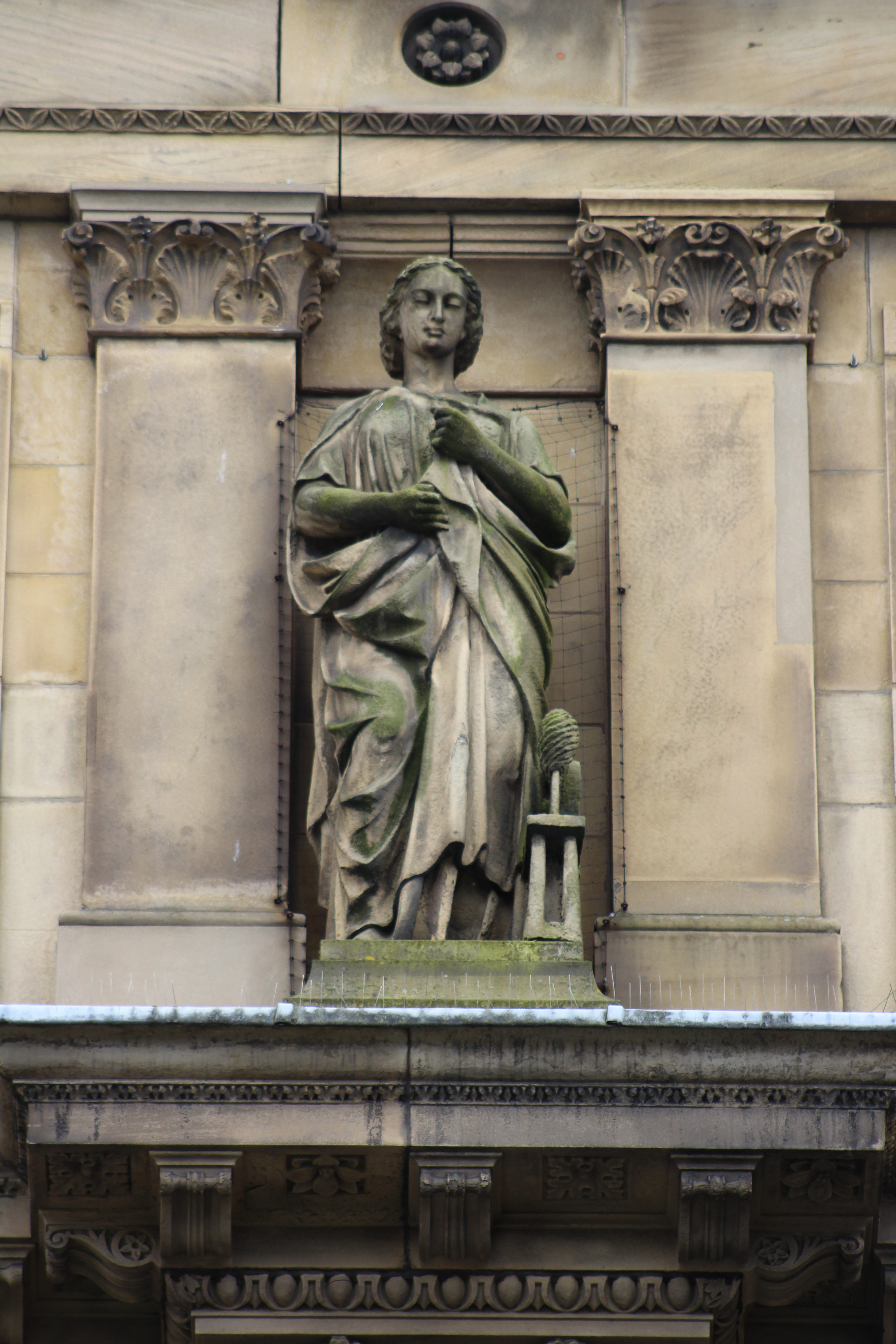
Algodón, frente a Dale Street
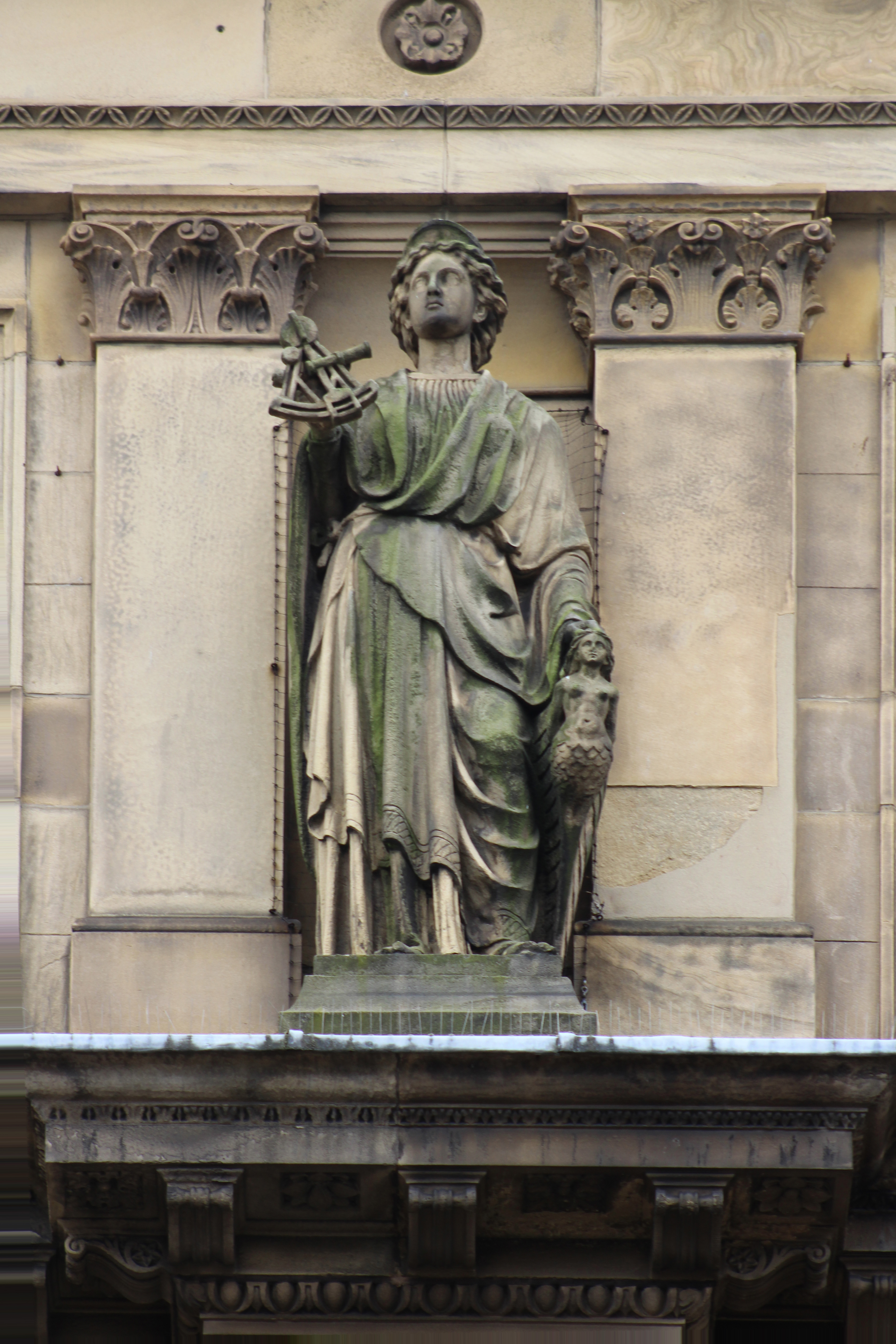
Navegación, frente a Dale Street
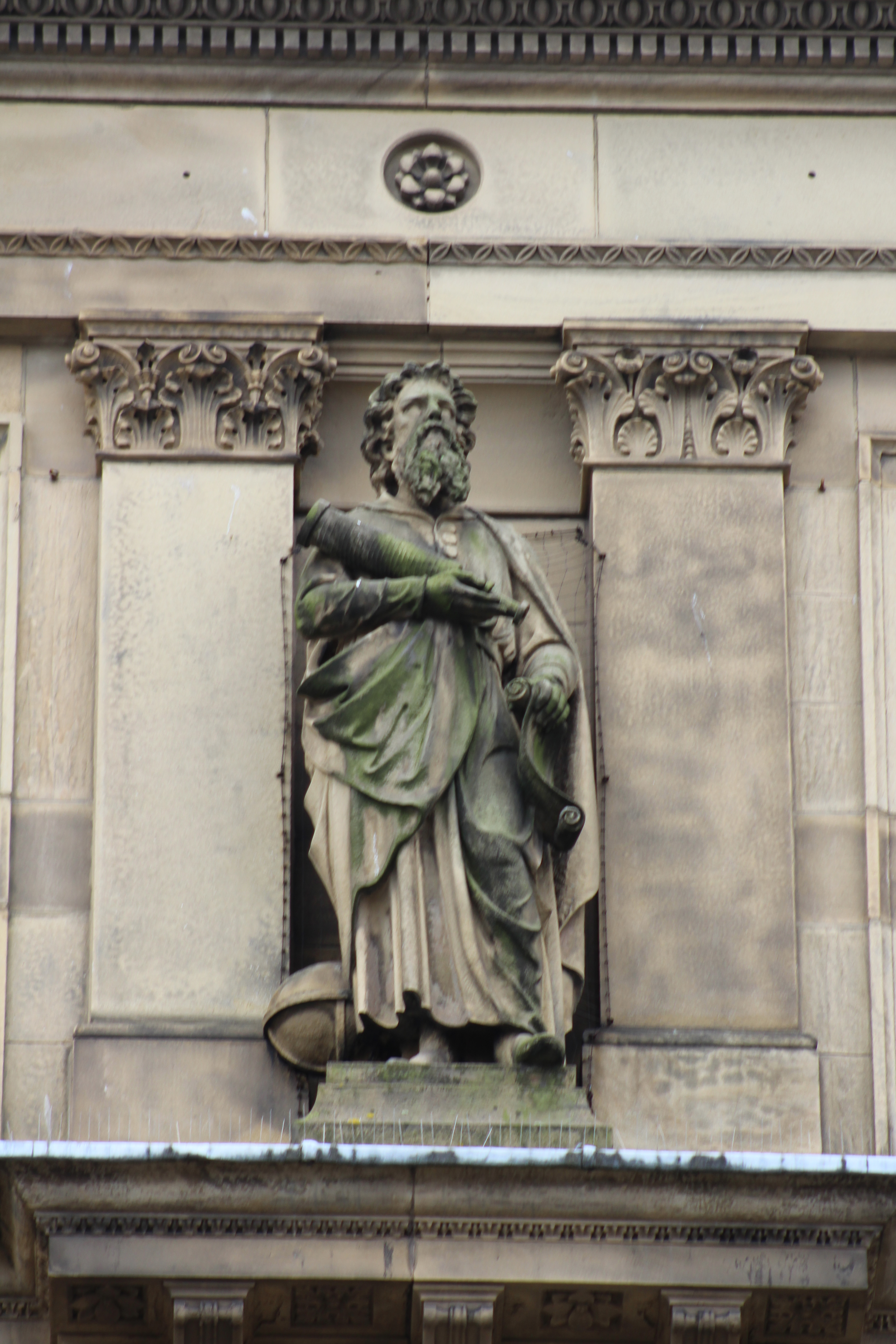
Astronomía, frente a Dale Street
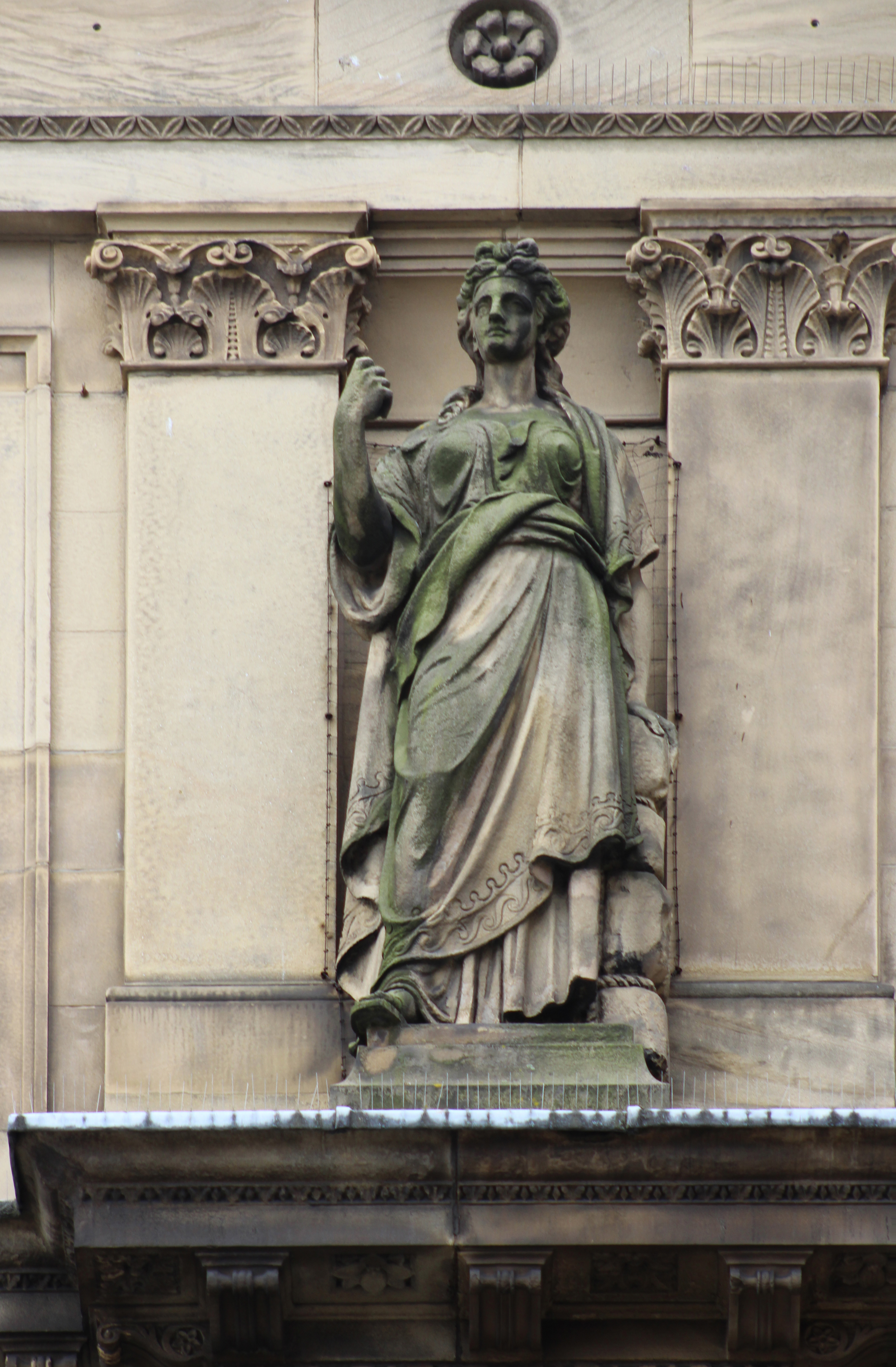
Comercio, frente a Dale Street
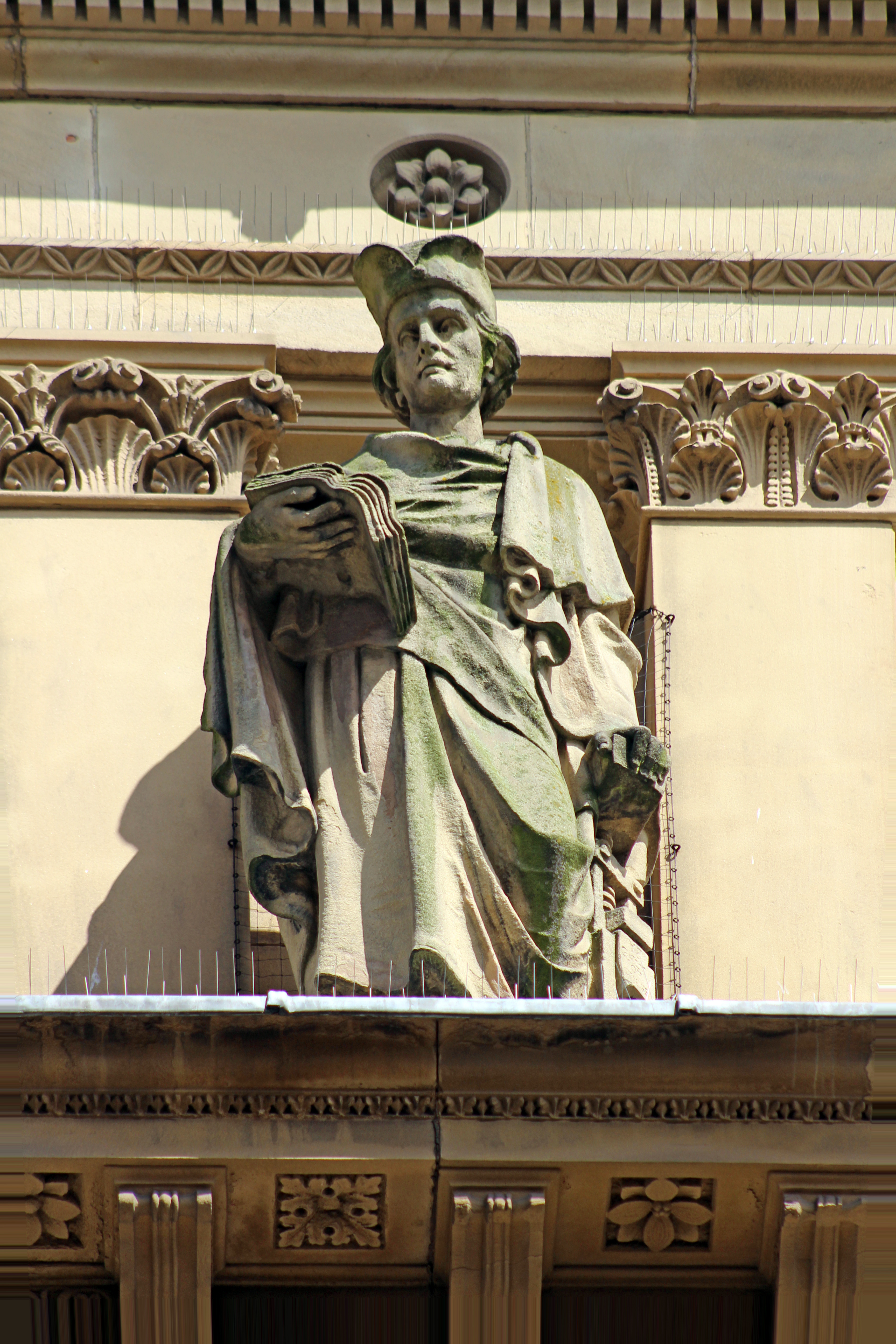
Literatura, frente a Sir Thomas Street
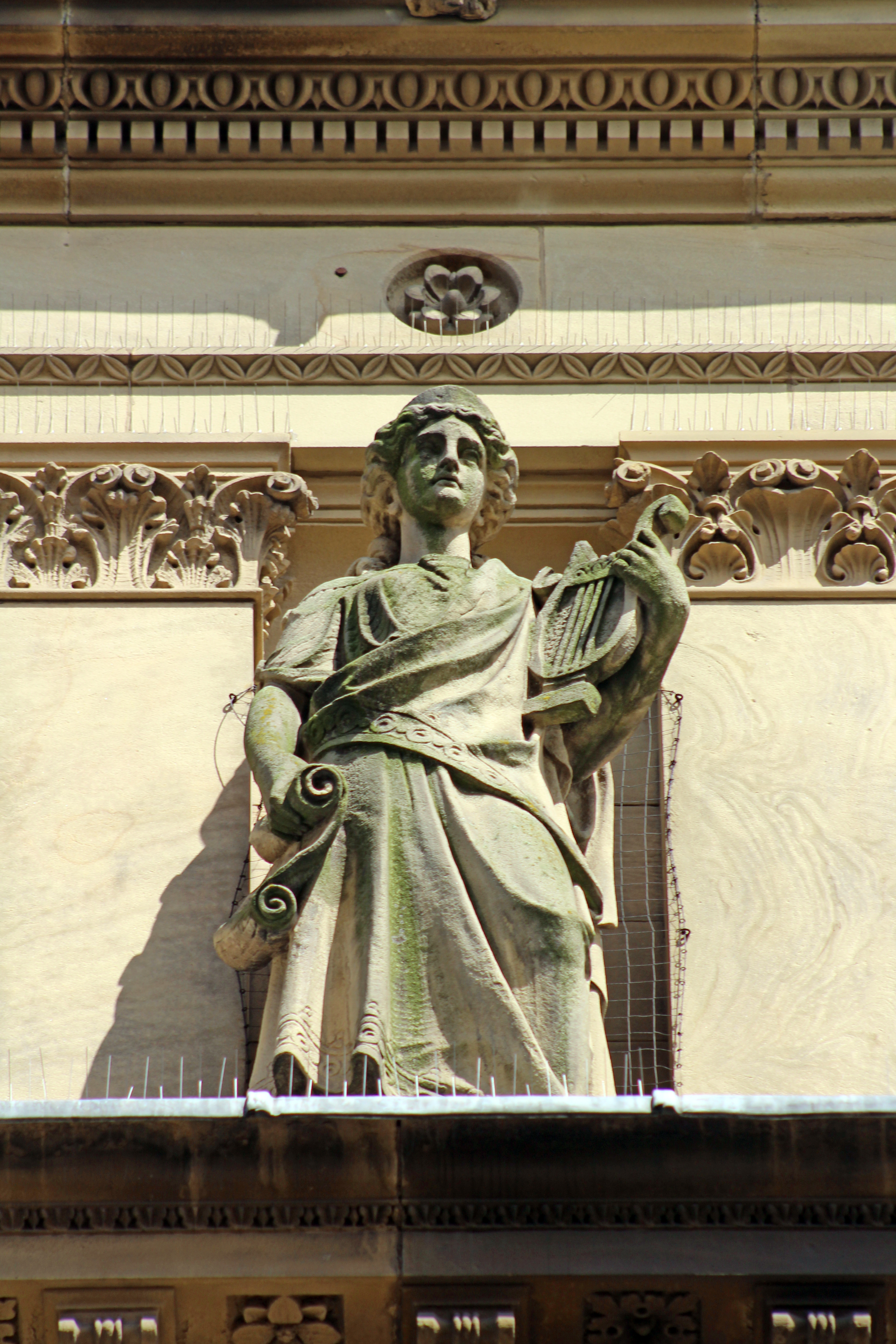
Música, frente a Sir Thomas Street
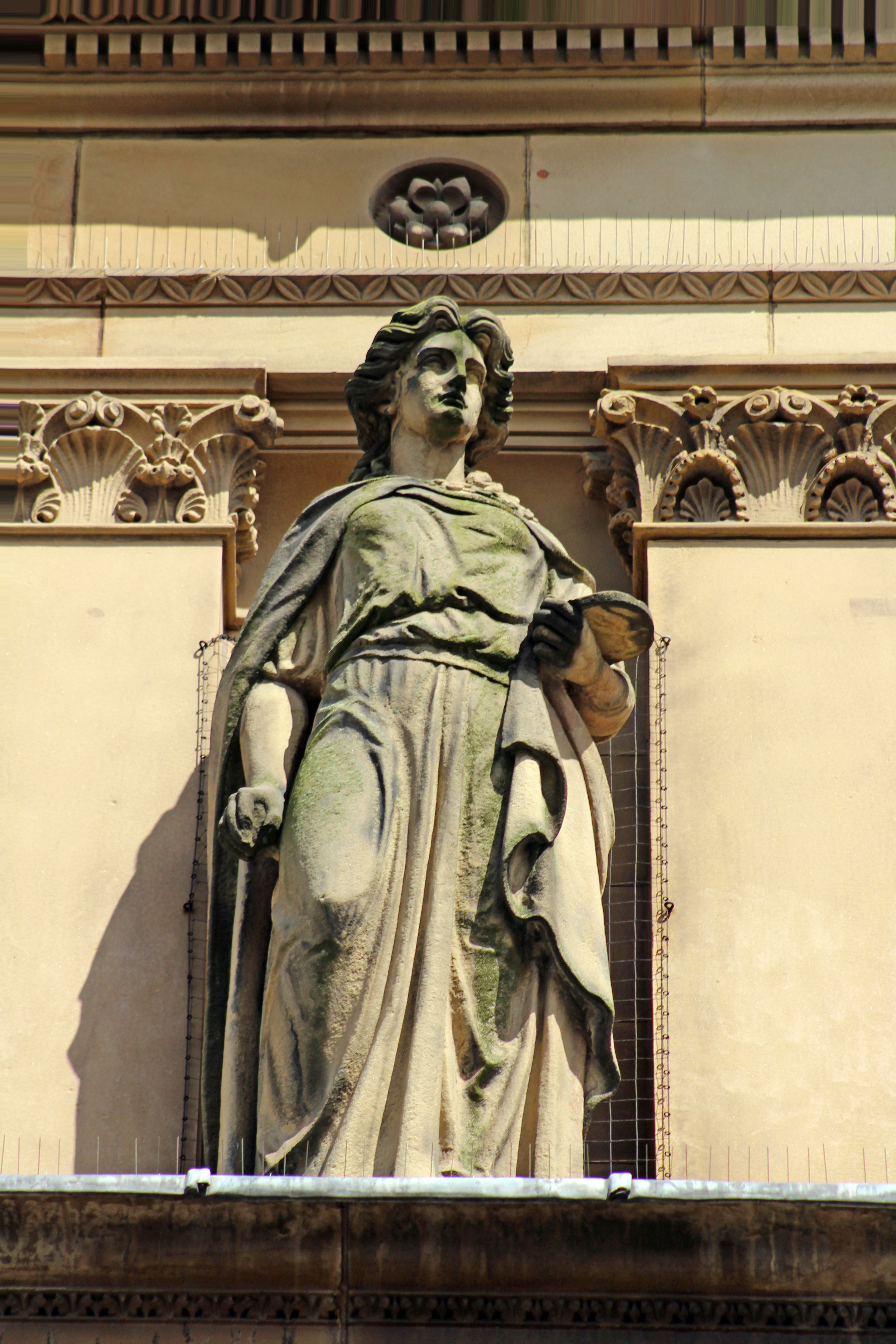
Arte, frente a Sir Thomas Street
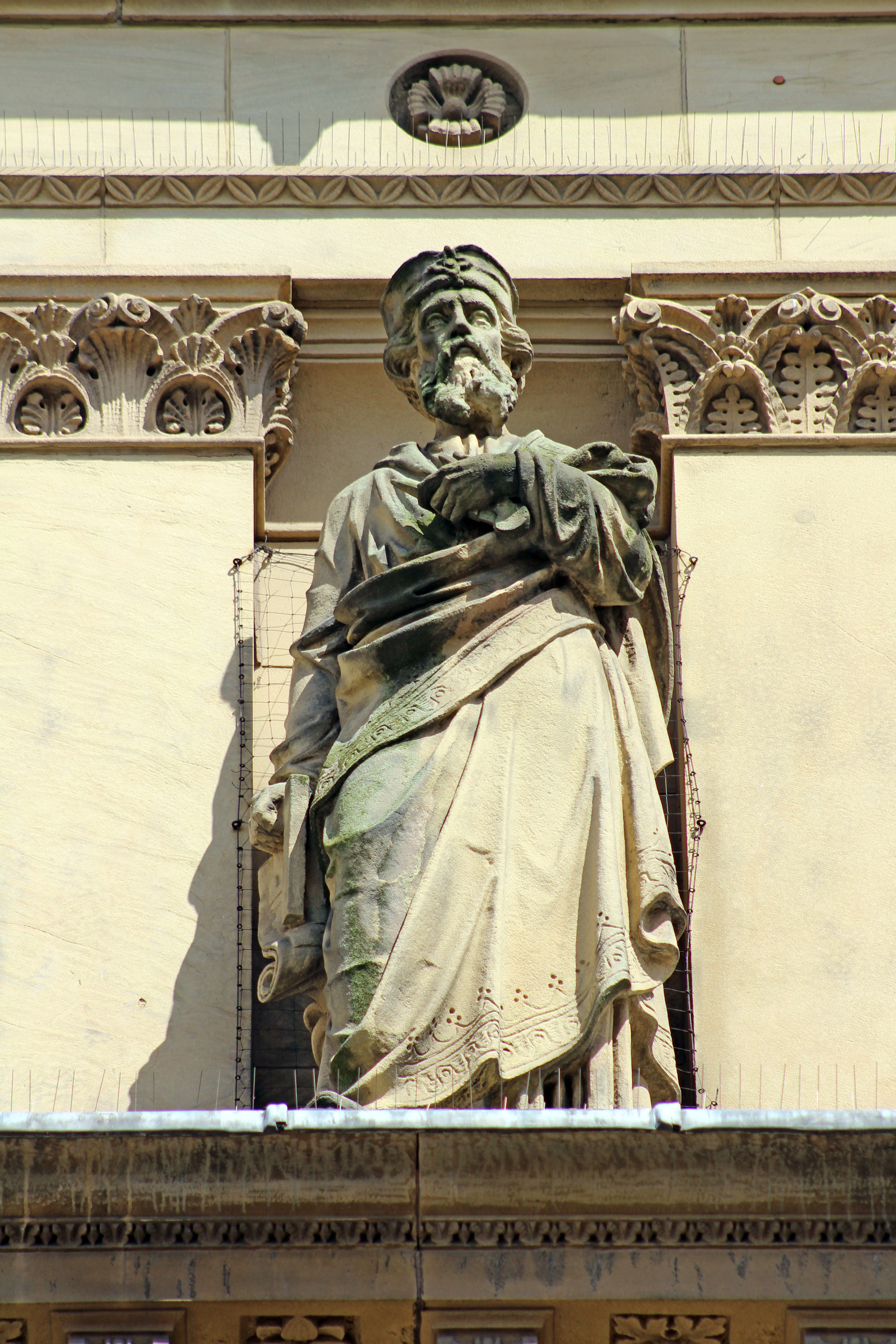
Arquitectura, frente a Sir Thomas Street
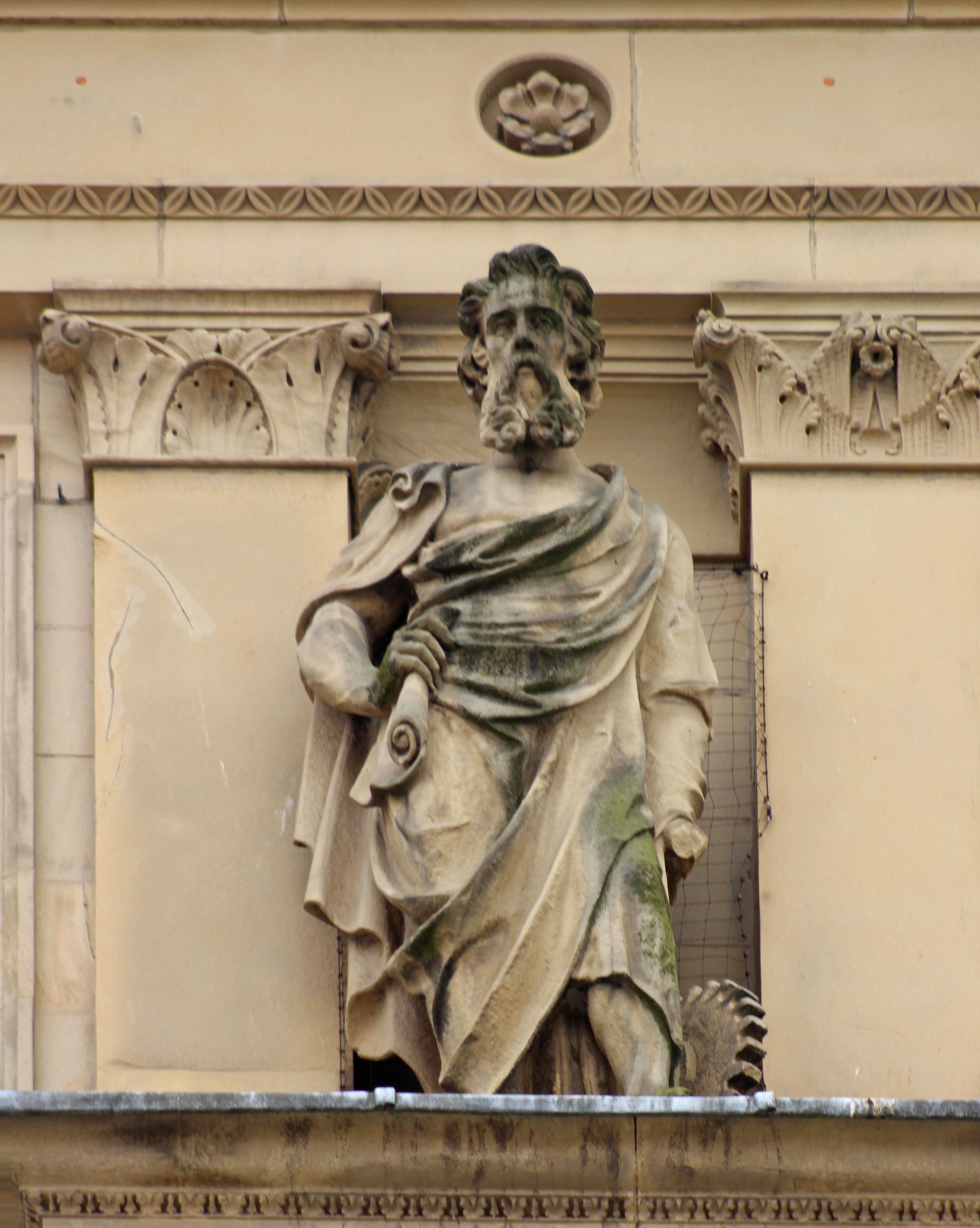
Ingeniería, frente de Crosshall Street
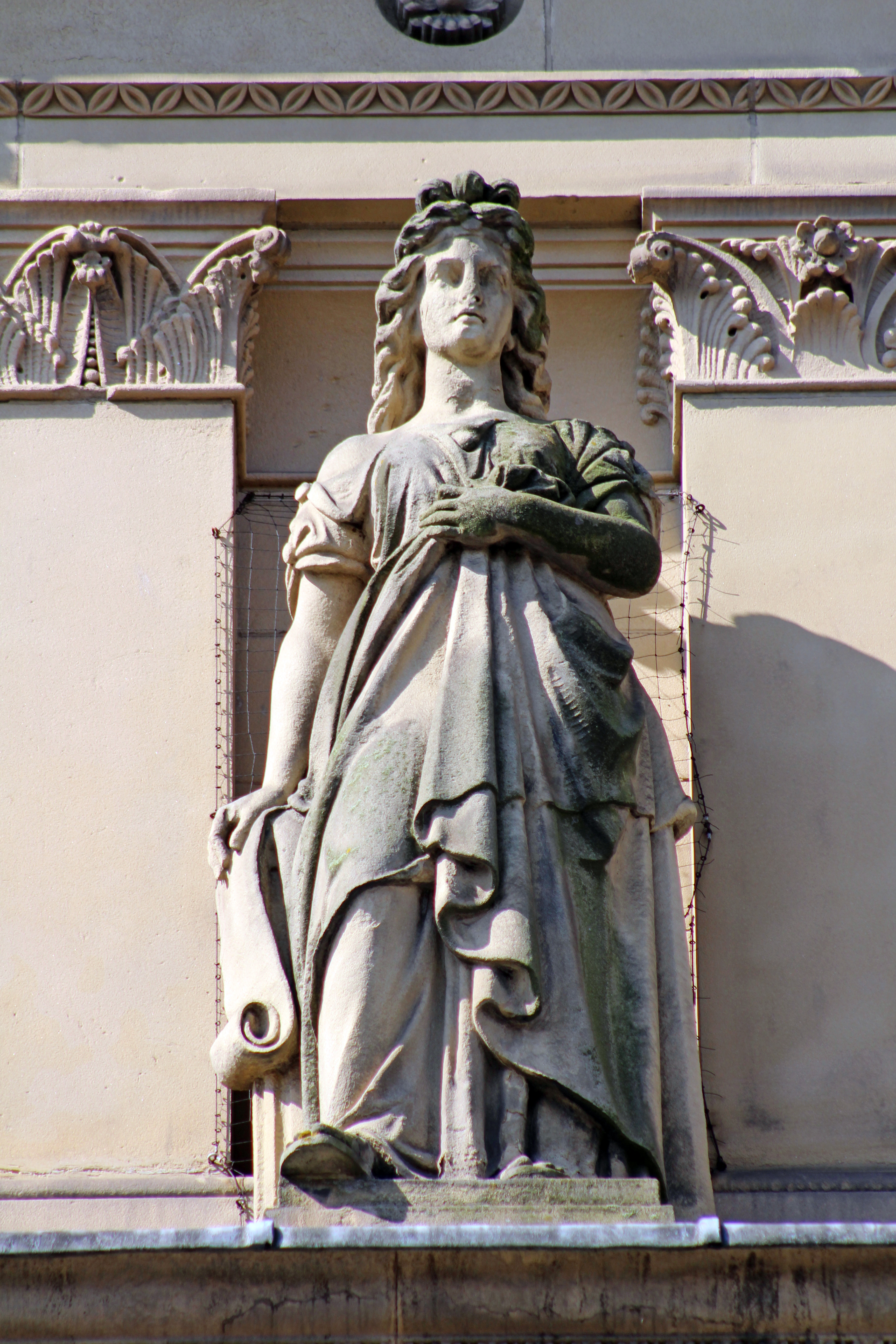
Edificio, frente a la calle Crosshall
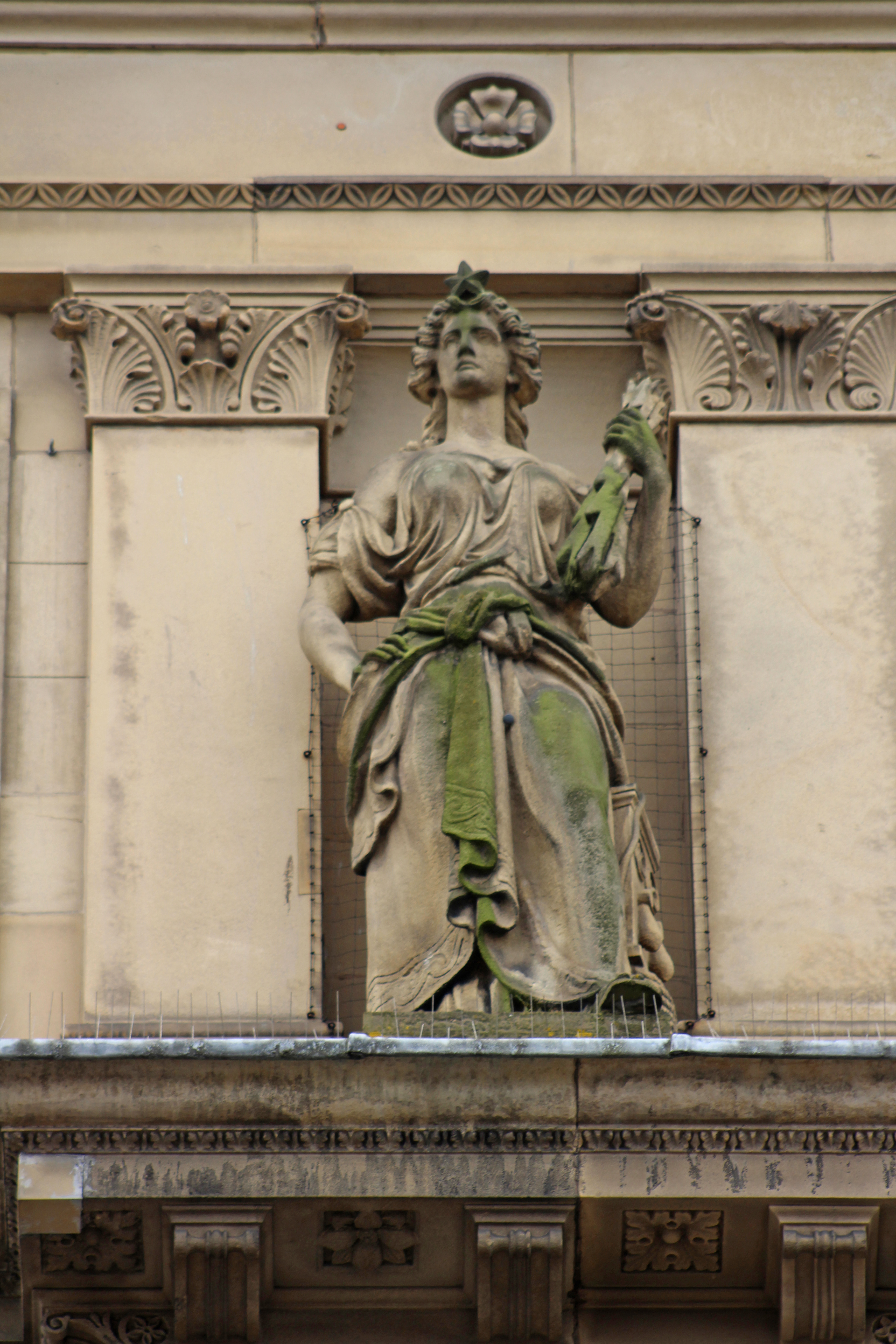
Electricidad, frente a Crosshall Street
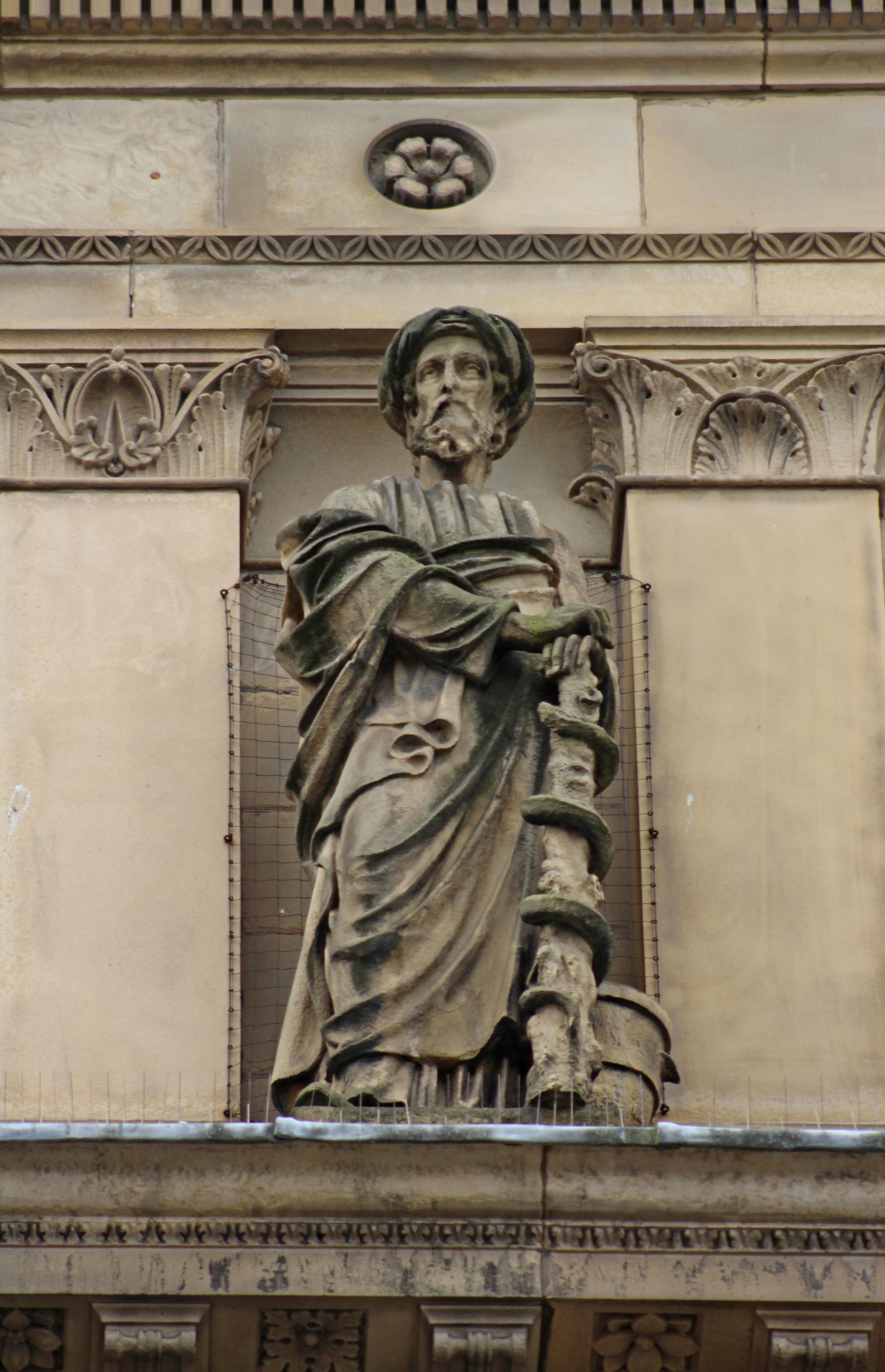
Medicina, frente a la calle Crosshall